# Gânglio pterigopalatino
Gânglio pterigopalatino ou Gânglio de Meckel é um conjunto de corpos celulares de neurônios localizados no sistema nervoso periférico (SNP) encontrado na fossa pterigopalatina (entre a maxila e o osso esfenoide). Ele recebe fibras parassimpáticas pré-ganglionares provenientes do nervo facial (núcleo lacrimal na ponte) através do nervo petroso maior, juntamente com o nervo petroso profundo e, por sua vez, pelo nervo petroso profundo traz as fibras simpáticas dos gânglios cervicais (forma plexo nervoso carotídeo) que formam o nervo do canal pterigoideo.
O gânglio pterigopalatino é o maior gânglio parassimpático, associado ao nervo facial. Localiza-se na fossa pterigopalatina, próximo ao forame esfenopalatino e triangular.
O gânglio pterigopalatino supre as glândulas lacrimais, seios paranasais, glândulas mucosas da cavidade nasal e faringe, a gengiva e a membrana mucosa e glândulas do palato duro. Ele comunica-se, anteriormente, com o nervo nasopalatino.
De tal forma, o gânglio pterigopalatino é responsável por promover a inervação da glândula lacrimal por meio de fibras que percorrem junto ao nervo zigomático temporal (ramo do nervo facial) e atingem a glândula pelo nervo lacrimal, ramo do nervo oftálmico.